# Peur noire
Pour les articles homonymes, voir Peur noire (homonymie).
Peur noire (Die Krähen) est un téléfilm allemand réalisé par Edzard Onneken, diffusé en 2006.

## Synopsis
Des corneilles de laboratoires en transit s’échappent lors d’un accident de la route. Bientôt ils sèment la terreur dans le voisinage, devenant de plus en plus dangereux et agressifs. Alexandra, jeune vétérinaire enceinte de 6 mois est la seule à percevoir les signes avant-coureur d’une catastrophe sans précédent : les corneilles, devenues carnivores, montrent une intelligence quasi humaine…

## Fiche technique
- Titre : Peur noire
- Titre original : Die Krähen
- Réalisation : Edzard Onneken
- Scénario : Holger Badura et Sven Böttcher
- Production : Martin Ganz et Robert Stiemerling
- Musique : Maurus Ronner
- Photographie : Jochen Stäblein
- Montage : Dietrich Toellner
- Décors : Christian Eisele
- Pays d'origine : Allemagne
- Format : Couleurs - 1,85:1 - Dolby Digital - 35 mm
- Genre : Horreur, thriller
- Durée : 93 minutes
- Date de diffusion : 14 novembre 2006 (Allemagne)

## Distribution
- Susanna Simon : Alexandra Werner
- Stefan Jürgens : Marc Werner
- Doris Kunstmann : Edith
- Nike Fuhrmann : Dani
- Silke Matthias : Nadja Uhlmann
- Thomas Meinhardt : le docteur Udo Rieker
- Anton Rattinger : le docteur Zellweger
- Hans-Peter Burkhardt : le guide des experts
- Matthias Freihof (VF : Laurent Mantel) : Jasper
- Harald Grundschok : l'homme grillé
- Tabea Hertzog : l'étudiante assidue
- Ramona Jankowski : la sœur du propriétaire
- Rainer Reiners : le plombier
- Gudrun Ritter : Ursula Nowak
- Ivonne Schönherr : Ina Gebhardt
- Martin Ulbrich : l'étudiant assidu

## Autour du film
- Le tournage s'est déroulé à Berlin, ainsi qu'à l'Institut d'Astrophysique de Potsdam, en Allemagne.
- Peur noire est sorti quelques mois avant Kaw (2007), qui mettait lui aussi en scène des attaques de corneilles.